# Município de Mifflin (condado de Wyandot, Ohio)
O município de Mifflin (em inglês: Mifflin Township) é um município localizado no condado de Wyandot no estado estadounidense de Ohio. No ano de 2010 tinha uma população de 804 habitantes e uma densidade populacional de 8,51 pessoas por km².

## Geografia
O município de Mifflin encontra-se localizado nas coordenadas 40° 46′ 54″ N, 83° 22′ 19″ O. Segundo a Departamento do Censo dos Estados Unidos, o município tem uma superfície total de 94.51 km², da qual 94,49 km² correspondem a terra firme e (0,02 %) 0,02 km² é água.

## Demografia
Segundo o censo de 2010, tinha 804 pessoas residindo no município de Mifflin. A densidade populacional era de 8,51 hab./km². Dos 804 habitantes, o município de Mifflin estava composto pelo 98,01 % brancos, o 0,12 % eram afroamericanos, o 0,75 % eram asiáticos, o 0,12 % eram de outras raças e o 1 % eram de uma mistura de raças. Do total da população o 1,37 % eram hispanos ou latinos de qualquer raça.